# Rune Klan
 Der er for få eller ingen kildehenvisninger i denne artikel, hvilket er et problem. Du kan hjælpe ved at angive troværdige kilder til de påstande, som fremføres i artiklen.

Rune Klan (født 15. oktober 1976 i Silkeborg) er en dansk standupkomiker, skuespiller og tryllekunstner.

## Karriere
Han har tryllet siden 1987, og har udgivet en instruktionsvideo for tryllekunstnere, Three Pieces of Silver. Klan har bl.a. boet i Mellemøsten og i Canada, samt turneret i USA, hvor han har undervist andre tryllekunstnere.
I 2002 var Rune Klan en af de 5 skuespillere i DR2-serien "Perforama", hvor han spillede sammen med Anders Matthesen, Jonatan Spang, Thomas Hartmann og Mia Lyhne.
I 2008 blev han af Bakken tildelt Tribini-prisen for "sin særlige evne til at forbinde standup med trylleri (...) og har forstået at forny gøglertraditionen, samt formidle den til den yngre generation."
Rune Klan og Mick Øgendahl, har sammen lavet TV-serien Tak for i aften og Tak for i aften on tour der blev vist på TV 2 Zulu i 2007 og 2008. I 2009 var han vært på Zulu Awards, hvor han sammen med Mick Øgendahl modtog prisen for "Årets Danske Comedy". Han har endvidere produceret tv-serien Hokus Fucking Pokus i 2009.
Han har deltaget i Talegaver til børn i 2000-2004 og i Comedy Aid i 2009.
Rune Klan optrådte til Dronning Margrethes 70 års fødselsdag, hvor han bl.a. fik dronningen til at vælge en skinke, som han herefter fandt igen.
Rune Klan har været medvært i Natholdet på følgende datoer:
- 20. oktober 2010, sæson 1
- 2. maj 2012, sæson 4
- 24. januar 2013, sæson 6
- 23. oktober 2013, sæson 7

## Trilogier
Rune Klans 3 første one man shows: "Rune Klan l tre-i-en", "Rune Klan Går Large" og "Det Blå Show" har hver især tre forskellige farver. Henholdsvis rød, grøn og blå. Disse tre udgivelser danner tilsammen en trilogi som beskæftiger sig med RGB-farver
Ud fra Runes egne udtalelser i diverse interviews i 2013, i forbindelse med Det stribede show nævner Rune at dette show er starten på en ny trilogi, hvor de efterfølgende 2 shows henholdsvis kommer til at hedde "Det prikkede show" og "Det ternede show"

## Filmografi

### Film
- 1998 Three pieces of silver (trylleundervisning)
- 2008 Kung Fu Panda (lægger stemme til Po)
- 2011 Kung Fu Panda 2 (lægger stemme til Po)
- 2016 Kung Fu Panda 3 (lægger stemme til Po)
- 2021 Centervagt

### Standup
- 2000 Talegaver til børn
- 2001 Talegaver til børn
- 2002 Den ægte vare (standupshow)
- 2002 Talegaver til børn
- 2003 Rune Klan l tre-i-en (standup-/trylleshow)
- 2003 Talegaver til børn
- 2004 Talegaver til børn
- 2007 Rune Klan Går Large (standup-/trylleshow)
- 2009 Comedy Aid
- 2010 Det Blå Show (standup-/trylleshow)
- 2012 Rune Klan & Friends (standup-/trylleshow)
- 2012 Rune Klan Boxen (tre-i-en, går large og det blå show samlet i en boks)
- 2013 Det stribede show (standup-/trylleshow)
- 2017 Barnløs (standup-/trylleshow)
- 2020 Håbefuld (planlagt standup-/trylleshow)
- 2022 Tvivl (standup-/trylleshow)
- 2025 Idiot

### Tv
- 2001 Get ahead (deltager i 3. afsnit)
- 2002 Perforama (sitcom med Anders Matthesen i hovedrollen)
- 2004 TarTar (10 episoder på TV 2)
- 2005 Wulffmorgenthaler
- 2007 Tak for i aften (8 episoder på TV2 Zulu)
- 2008 Tak For I Aften On Tour (10 episoder på TV2 Zulu)
- 2009 Hokus Fucking Pokus (9 episoder på Kanal 5)
- 2009 Rune Klan's Trylleshow (TV 5)
- 2013 Tomgang  (tv-serie som Theis)
- 2015 Trickyleaks (online-serie)
- 2021 Tabu (serie TV2)

### Teater
- 2006 Peer Gynt (skrakostykke på Betty Nansen Teatret)
- 2008 Biblen (skrako på Nørrebro Teater)
- 2011 Oliver Med Et Twist (teaterstykke på Nørrebro Teater)

## Privat
Rune Klan blev i september 2015 gift med danseren Christel Stjernebjerg. Parret har i januar 2018 adopteret en dreng fra Sydafrika.